# Philip Henningsson
Philip Alvar Åke Henningsson, född 14 juni 1995 i Hörby, är en svensk handbollsspelare (vänsternia). Han debuterade i Sveriges landslag 2017 och var med och tog EM-silver 2018 i Kroatien.
Med IFK Kristianstad har han blivit Svensk mästare fyra gånger (2016, 2017, 2018, 2023) och Svensk cupmästare 2023. 2024 utnämndes Henningsson till lagkapten i IFK Kristianstad.

## Klubbar
- IK Lågan (–2011)
- IFK Ystad (2011–2015)
- IFK Kristianstad (2015–2020)
  - → IFK Ystad (2015–2016, lån)
- HSG Wetzlar (2020–2021)
- IFK Kristianstad (2021–)